# Wurmkogel
Der Hintere Wurmkogel 3082 m bildet zusammen mit dem Vorderen Wurmkogel 2828 m einen Seitenkamm im Gurgler Kamm in den Ötztaler Alpen.

## Touristische Erschließung
Der Wurmkogel ist Teil des Wintersportgebietes Obergurgl-Hochgurgl, bis kurz unter den Gipfel führt der Sessellift Wurmkogel II. Dort befindet sich auch eine dem Skigebiet zugehörige Panoramaplattform namens Top Mountain Star. Die letzten Meter zum Gipfelkreuz führen über einen gesicherten Steig.